# Boutersem
Boutersem là một đô thị ở tỉnh Vlaams-Brabant. Đô thị này bao gồm các thị xã Boutersem, Kerkom, Neervelp, Roosbeek, Vertrijk và Willebringen. Tại thời điểm ngày 1 tháng 1 năm 2006, Boutersem có tổng dân số 7.532 người. Tổng diện tích là 30,75 km² với mật độ dân số là 245 người trên mỗi km².